# Megha Mittal
Megha Mittal (Marwari, India, 20 de noviembre de 1976) es la presidenta y directora general de Escada,  una empresa internacional de lujo de moda femenina.

## Biografía
Se graduó de la Escuela de negocios Wharton en 1997, con un B. S. en Economía con especialización en Finanzas. Se incorporó posteriormente al banco de inversión Goldman Sachs como analista en el departamento de Investigación. En 2003, obtuvo un Título de Posgrado en Arquitectura de Diseño de Interiores en la Escuela de Diseño Inchbald en Londres. Mittal dejó Goldman Sachs después de un año.
En noviembre de 2009, adquirió la marca de moda alemana Escada, que se había declarado en bancarrota en agosto.
Está casada con Aditya Mittal, hijo del millonario Lakshmi Mittal, dueño de ArcelorMittal